# Juriaan van Streek
Juriaan van Streek (ook Juriaen van Streeck, gedoopt Amsterdam, 29 februari 1632 - aldaar, begraven 12 juni 1687) was een Nederlands kunstschilder en tekenaar uit de periode van de Gouden Eeuw. Hij vervaardigde portretten, genrestukken en (voornamelijk) stillevens.

## Leven en werk
Van Streeck was een zoon van Hendrick Claesse van Streeck en Annetje Jurriaens. Hij was een navolger van het werk van Willem Kalf en Barend van der Meer. Werk van Van Streek bevindt (of bevond) zich in musea in onder andere Aken, Göteborg, Keulen, Leiden (Lakenhal), Moskou (Poesjkinmuseum), München, Parijs (Louvre en Musée des Arts Décoratifs), Princeton, Rotterdam (Boijmans Van Beuningen), Sint-Petersburg (Hermitage), Schwerin, Stockholm en Wenen.
Houbraken vermeldt dat hij met name bekwaam was in het weergeven van vanitas-elementen, waaronder schedels, dode dieren, boeken, brieven, muziekinstrumenten en dergelijke. Volgens Bredius behoorden zijn latere stillevens tot de beste werken van de Hollandse schilders.
Van Streek trouwde in 1653 met Grietje Claesdr. Klock. Een van hun zonen - Hendrik - werd door zijn vader tot schilder opgeleid.

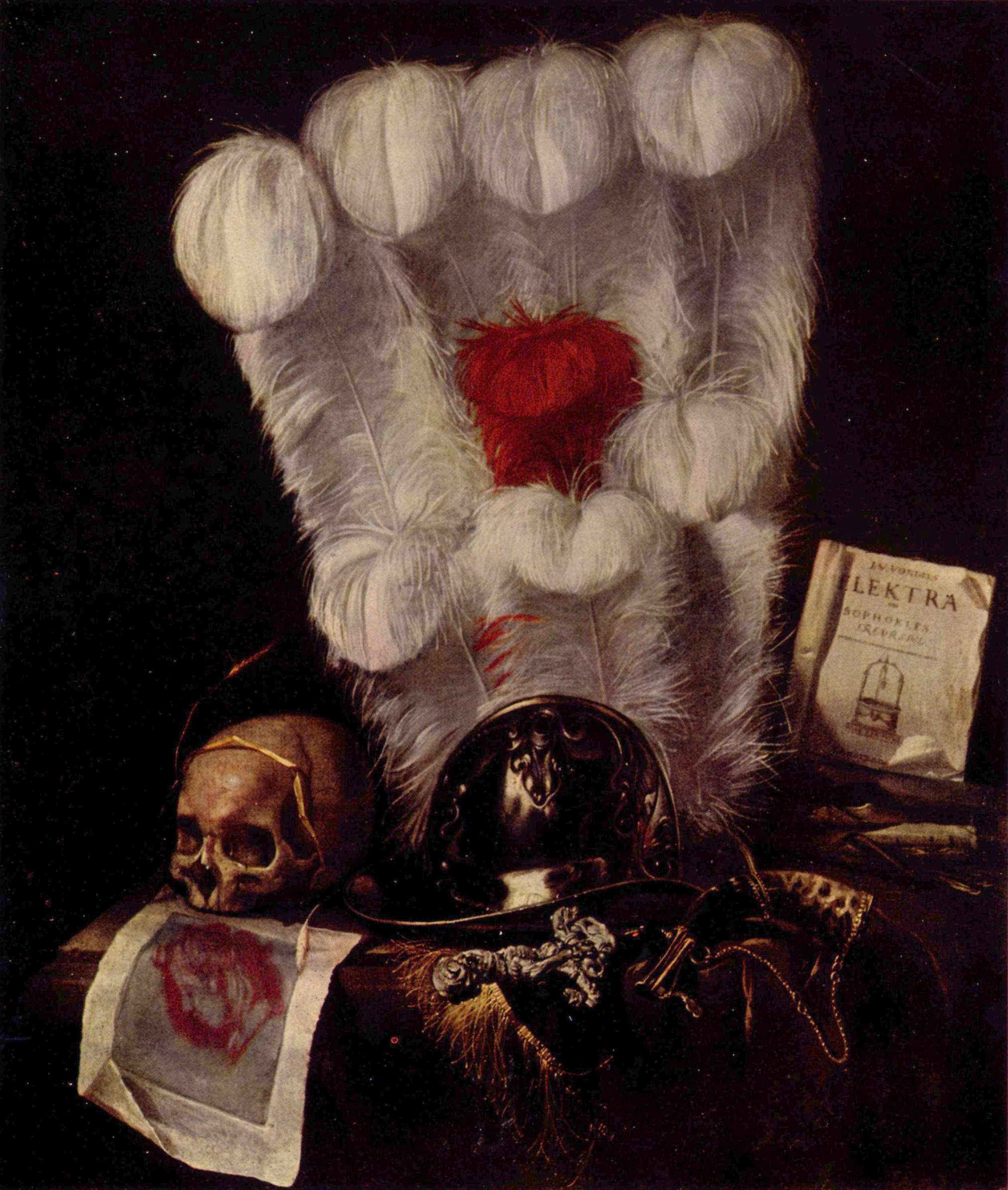
Vanitas-stilleven, circa 1670
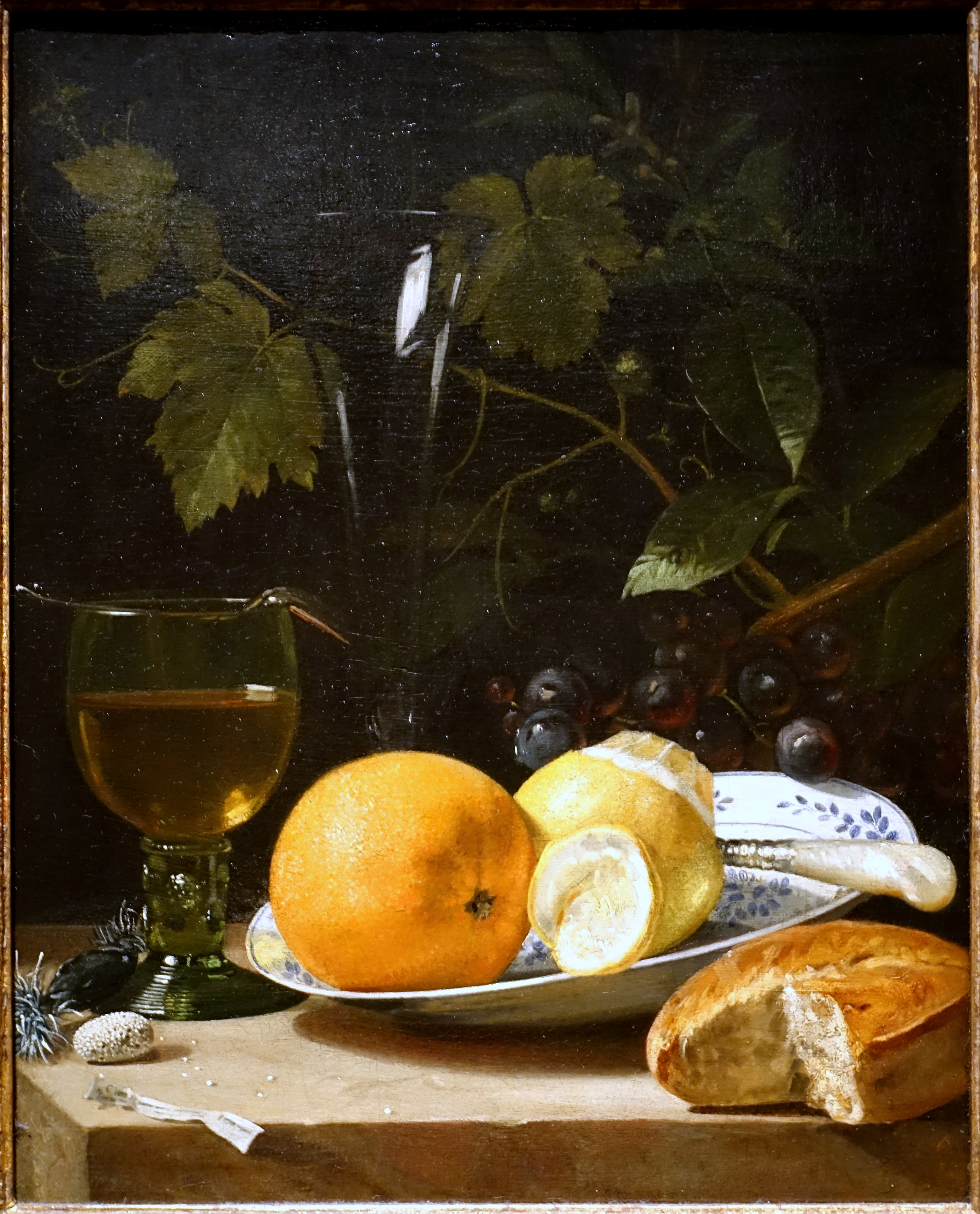
Stilleven 1
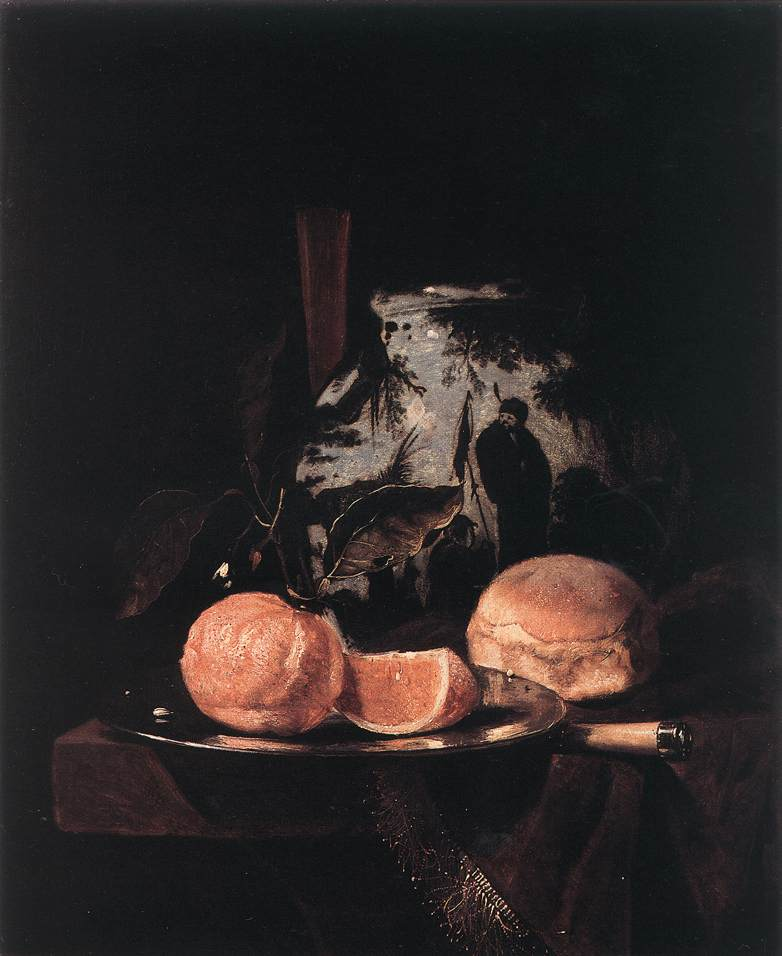
Stilleven 2

- Biografisch Portaal: 21809631
- Gemeinsame Normdatei: 1020091762
- International Standard Name Identifier: 0000 0000 6913 039X
- RKD-Nederlands Instituut voor Kunstgeschiedenis: 75695
- Union List of Artist Names: 500000433
- Virtual International Authority File: 95683299
- WorldCat: E39PBJwHcXvPMQB693cqCyvPwC